# Whitsunday Coast Airport

i7
i11
i13
Der Flughafen Whitsunday Coast Airport (IATA-Code: PPP, ICAO-Code: YBPN) ist ein australischer Flughafen bei Airlie Beach.

## Geschichte
Pläne einen Flugplatz in Proserpine zu bauen, haben bereits 1936 begonnen, jedoch wurde dies auf Grund mangelnder Finanzierung verschoben. Letztlich begannen die Bauarbeiten dann 1946. Das erste Flugzeug landete am 3. November 1951.
Täglich verkehren mehrere Flüge zum Flughafen Brisbane. Angeflogen werden ferner unter anderem Melbourne und Sydney.
Momentan bestehen Pläne, einen neuen internationalen Flughafen bei den Laguna Quais zu bauen. Jedoch stößt dies auf heftigen Widerstand der Bevölkerung.